# Eirenis persicus
Eirenis persicus är en ormart som beskrevs av John Anderson 1872. Eirenis persicus ingår i släktet Eirenis och familjen snokar.
Arten förekommer i södra Turkmenistan, södra Armenien, Iran, östra Irak, Pakistan och Afghanistan. Honor lägger ägg.

## Underarter
Arten delas in i följande underarter:
- E. p. persicus
- E. p. nigrofasciatus